# 李維亞
李維亞，中国共产党黨员，中國人民解放军少將。

## 簡歷
歷仼解放軍駐港部隊副司令員，中央军委联合参谋部战略战役训练局首仼局长，和平友谊-2016”中国-马来西亚联合军事演习中方導演。 